# Saint-Christophe-du-Foc
Saint-Christophe-du-Foc is een gemeente in het Franse departement Manche (regio Normandië) en telt 276 inwoners (1999). De plaats maakt deel uit van het arrondissement Cherbourg-Octeville.

## Geografie
De oppervlakte van Saint-Christophe-du-Foc bedraagt 3,6 km², de bevolkingsdichtheid is 76,7 inwoners per km².
De onderstaande kaart toont de ligging van Saint-Christophe-du-Foc met de belangrijkste infrastructuur en aangrenzende gemeenten.

## Demografie
Onderstaande figuur toont het verloop van het inwonertal (bron: INSEE-tellingen).

1. ↑  Populations de référence 2022.